# Cosmit
Cosmit o COSMIT (acronimo di Comitato Organizzatore del Salone del Mobile Italiano) è l'ente che ha ideato e organizzato il Salone Internazionale del Mobile di Milano e altre manifestazioni espositive del settore arredamento.

## Storia
Tra i più antichi comitati della realtà fieristica milanese, Cosmit è stato fondato nel 1960 per iniziativa di Tito Armellini e di un piccolo gruppo di mobilieri aderenti alla Federazione Italiana delle Industrie del legno e del sughero, poi FederlegnoArredo. Nel 1961 organizza il primo Salone del Mobile Italiano alla Fiera di Milano.
La necessità di tale strutturazione era sentita da tutte le aziende produttrici di mobili: in moltissimi casi si trattava di realtà piccole e piccolissime, sparse su tutto il territorio nazionale, che avevano bisogno di raccogliersi in un'unica realtà espositiva al fine di confrontarsi, farsi conoscere e aumentare l'esportazione dei loro prodotti oltre i confini nazionali.
Nei decenni successivi acquisisce un ruolo di sempre maggiore rilievo in Italia e all’estero grazie al prestigio crescente della più nota delle sue manifestazioni, il Salone del Mobile, ampliatosi fino a rappresentare l’appuntamento internazionale più atteso per il settore dell’arredamento e del design. Diventato Cosmit Spa alla fine degli anni Novanta, con le controllate Fondazione Cosmit Spa e Fondazione Cosmit Eventi Spa, entra progressivamente sotto il controllo di maggioranza azionaria di FederlegnoArredo Srl che nel 2014 lo incorpora e crea un unico soggetto, FederlegnoArredo Eventi Spa (acronimo FLA), per la promozione di eventi e fiere a partire dal Salone del Mobile.Milano.

## I Saloni

il logo i Saloni

L'ente inizialmente fu fondato da imprenditori operanti nella produzione, perlopiù artigianale, di mobili per la casa soprattutto in legno. Col tempo il raggio di interesse si allargò anche a settori diversi dell'arredamento, come le cucine,  l'illuminazione, l'ufficio, i complementi d'arredo e il bagno. Queste varietà di eventi fieristici vengono definite i Saloni.
Con i Saloni Cosmit ha raggruppato tutti gli eventi fieristici organizzati presso la Fiera di Milano: sette diversi tipi di Saloni, differenziati per tipologie di elementi esposti. Alcuni di essi sono biennali, altri invece vengono organizzati tutti gli anni.
I saloni annuali sono:
- Salone Internazionale del Mobile, punto d'incontro a livello mondiale per le aziende del settore casa-arredo;
- Salone Internazionale del Complemento d'Arredo, punto d'incontro internazionale per il settore di elementi complementari, oggettistica di decoro, tessuti e riviste del settore;
- SaloneSatellite, l'unico non commerciale tra i saloni, viene ideato nel 1998 come trampolino di lancio per designer emergenti di tutto il mondo, la sua visita al pubblico è gratuita ed ha un ingresso indipendente.

Negli anni pari sono anche organizzati:
- EuroCucina, evento d'incontro internazionale per produttori di cucine, mobili da cucina, materiali, rivestimenti per cucina, ed accessori per cucinare, cui si affianca l’evento collaterale FTK-Technology For the Kitchen.
- Salone Internazionale del Bagno esposizione di riferimento internazionale per i produttori di arredamento specifico per il bagno, sanitari e rivestimenti e pavimentazioni, rubinetteria, docce e vasche da bagno e idromassaggio, ma anche impianti sauna.

Negli anni dispari invece vengono organizzati:
- Euroluce, manifestazione di riferimento internazionale per il settore dell'illuminotecnica;
- SaloneUfficio/Workplace 3.0 punto di riferimento internazionale nel settore ufficio, sia in ambiente lavorativo che domestico.

Nel 2019 si è aggiunta la manifestazione S.Project rivolta alla presentazione di soluzioni innovative per il progetto di interni.
I Saloni vengono organizzati dal 2006 presso la sede espositiva di FieraMilano a Rho, il maggiore polo fieristico d'Europa -inaugurato nell'autunno 2005-  e uno dei più avanzati al mondo; fino a tale data si tenevano all'interno del quartiere della Fiera di Milano. Nel 2011 sono stati festeggiati i primi cinquant'anni dell'iniziativa i Saloni, nello stesso anno FederlegnoArredo e Fiera Milano hanno stipulato un accordo di collaborazione fino al 2032. Dopo l'interruzione del 2020 dovuta al Covid e la 
realizzazione a settembre 2021 di un evento speciale - il SuperSalone di Stefano Boeri - nel 2022 sono stati celebrati i sessant’anni del Salone.

### I Saloni WorldWide
Dal 2005 Cosmit ha gestito all'estero (nelle città di Mosca, New York e per tre edizioni a Shanghai) i Saloni WorldWide, Furnishing Ideas Made in Italy, organizzazioni legate a  I Saloni italiani. L'iniziativa è stata esplicitamente richiesta al Cosmit da parte di alcuni storici espositori dei saloni milanesi.

## Società
Il Cosmit ha avuto sede dal 1997 a Milano, in Foro Buonaparte 65. Allo stesso indirizzo si trova FLA Federlegno Arredo Eventi Spa, in cui è confluito Cosmit. Controllata al 100% da FederlegnoArredo e retta da un Consiglio di Amministrazione in carica tre anni, è una società di servizi che ha per scopo la valorizzazione delle imprese della filiera dell’arredo, inclusi gli eventi fieristici e il Salone Internazionale del Mobile. Come prima lo era Cosmit, FLA è associata all'ADI Associazione per il Disegno Industriale.

## Riconoscimenti
Premio Compasso d'oro  nel 1987